# Fedora (sistema operativo)
Fedora (AFI: /fəˈdɔrə/) es una distribución GNU/Linux para propósitos generales. Es mantenida por una comunidad internacional de ingenieros, diseñadores y usuarios. Se caracteriza por su estabilidad, pero también por estar a la vanguardia en la adopción de software libre y de código abierto. Cuenta con el patrocinio principal de Red Hat, además de otras empresas de tecnologías de la información y fabricantes de equipos de cómputo como Dell o Lenovo.
El proyecto no solo busca incluir software libre y de código abierto, sino ser el líder en estos ámbitos tecnológicos. Algo que hay que destacar es que los desarrolladores de Fedora prefieren hacer cambios en las fuentes originales en lugar de aplicar los parches específicos en su distribución, de esta forma se asegura que las actualizaciones estén disponibles para todas las variantes de GNU/Linux. Max Spevack en una entrevista afirmó que: "Hablar de Fedora es hablar del rápido progreso del software libre y de código abierto". Durante sus primeras 6 versiones se llamó Fedora Core, debido a que solo incluía los paquetes más importantes del sistema operativo.

## Historia
El Proyecto Fedora fue creado a finales del 2004 cuando Red Hat Linux fue descontinuado. Red Hat Enterprise Linux (RHEL) continuaría siendo la distribución GNU/Linux oficialmente soportada por Red Hat, mientras que Fedora sería un proyecto comunitario. La rama de liberaciones de RHEL derivan de las versiones de Fedora.
El nombre de Fedora deriva de Fedora GNU/Linux, un proyecto creado por voluntarios que proveía software adicional a la distribución Red Hat Linux, y del característico sombrero Fedora usado en el logotipo de la distribución comercial. Fedora GNU/Linux fue finalmente absorbido en el Proyecto Fedora. Fedora es una marca registrada de Red Hat, aunque esto ha sido previamente disputado por los creadores del proyecto de repositorios Fedora, el problema ha sido resuelto.

## Ediciones

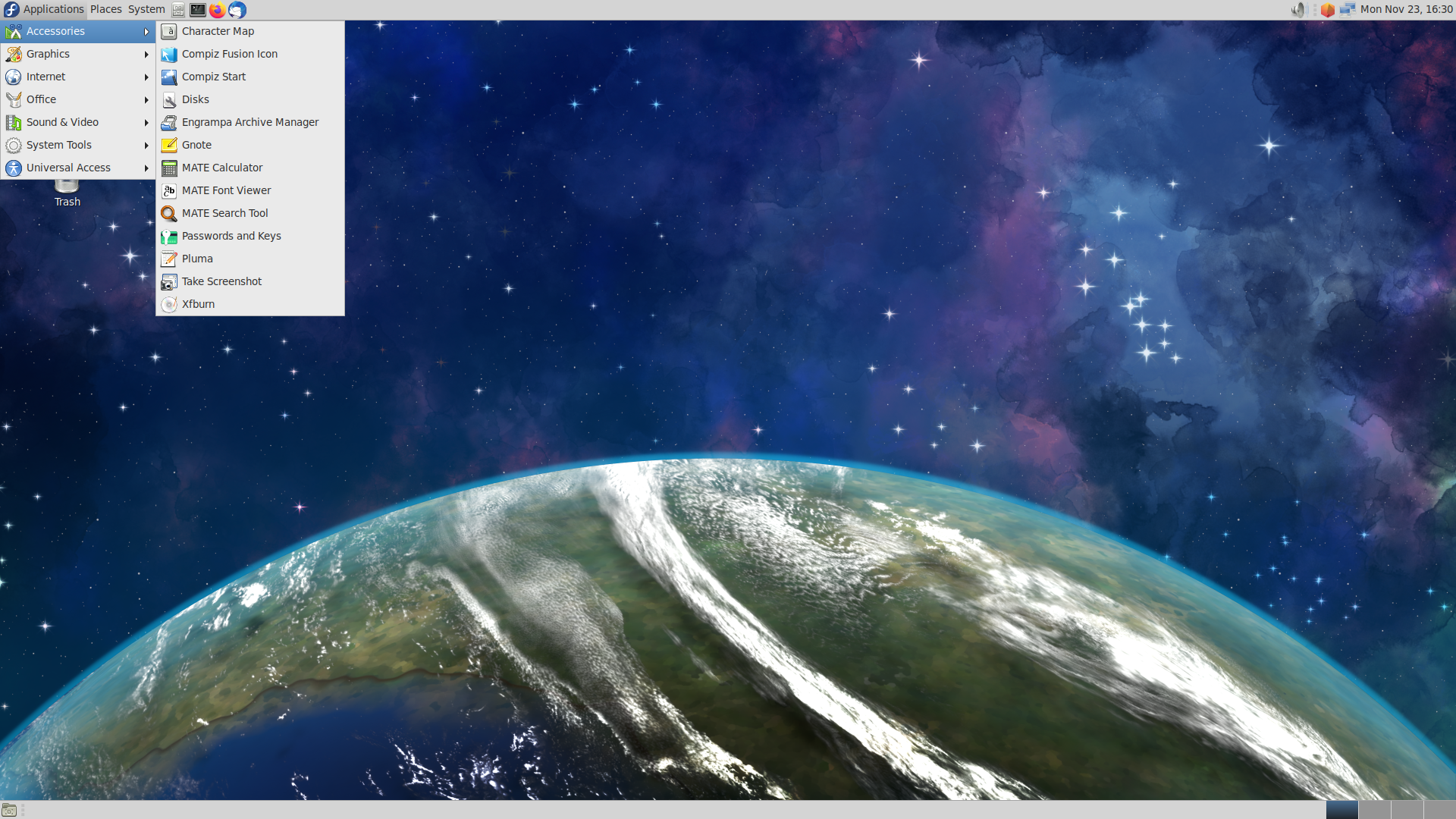
Captura de pantalla del escritorio de Fedora 33 MATE

Las principales ediciones de Fedora son Workstation, Server y Cloud, esta última es desarrollada para máquinas virtuales.

### Fedora Spins
Los Fedora Spins son ediciones oficiales de Fedora que utilizan entornos de escritorio o gestores de ventanas distintos a Fedora Workstation (el cual utiliza GNOME). Estas ediciones implementan los entornos Cinnamon, KDE, LXDE, LXQt, MATE, Xfce, así como el gestor de ventanas i3 y la interfaz gráfica Sugar On A Stick (SoaS).

### Fedora Labs
Fedora Labs es un conjunto de ediciones de Fedora con software preinstalado para un propósito específico, como la astronomía, el diseño, los videojuegos, la robótica, la computación científica, la neurociencia y la seguridad informática.

### Fedora CoreOS
Fedora CoreOS es una distribución especializada en el despliegue de aplicaciones en contenedores, la cual fue desarrollada como un reemplazo del proyecto Atomic Host y de Container Linux.
Es desarrollada, mantenida y distribuida por Red Hat. Tomando las características y herramientas de los dos sistemas y potenciando su uso en esta nueva distribución. De CoreOS principalmente se utiliza la herramienta lgnition, herramienta que principalmente fomenta la infraestructura inmutable y se utiliza para manipular los discos durante el initramfs. Mientras que de Fedora propiamente, toma el sistema de gestión de paquetes rpm-ostree y la incorporación de SELinux para la seguridad.

### Fedora Silverblue
Fedora Silverblue es una variante de Fedora Workstation. La experiencia es similar a la que se encuentra al usar una estación de trabajo Fedora estándar. Es inmutable, lo cual significa que cada instalación es idéntica a cualquier otra de la misma versión. El sistema operativo es exactamente el mismo de una máquina a otra, y nunca cambia a medida que se usa. Es más estable, menos propenso a errores y más fácil de probar y desarrollar. Además lo convierte en una excelente plataforma para aplicaciones en contenedores. No usa el tradicional gestor de paquetes de Fedora DNF sino rpm-ostree y está orientado al uso de paquetes Flatpak, el escritorio es GNOME.

### Fedora Kinoite
Fedora Kinoite es similar a Fedora Silverblue, pero en vez del escritorio GNOME usa KDE Plasma.

### Fedora Rawhide
Fedora Rawhide es el nombre que se le da a la versión de desarrollo actual. Consiste en un repositorio llamado "rawhide" que contiene la última versión de todos los paquetes actualizados diariamente. Cada día, el sistema de compilación intenta crear un conjunto completo de imágenes de instalación, y todo lo que funciona correctamente se incluye en el árbol rawhide de ese día. Se la denomina a veces "desarrollo" o "principal". El uso de esta rama hace que Fedora se comporte como una distribución de Liberación continua.

## Distribución e instalación

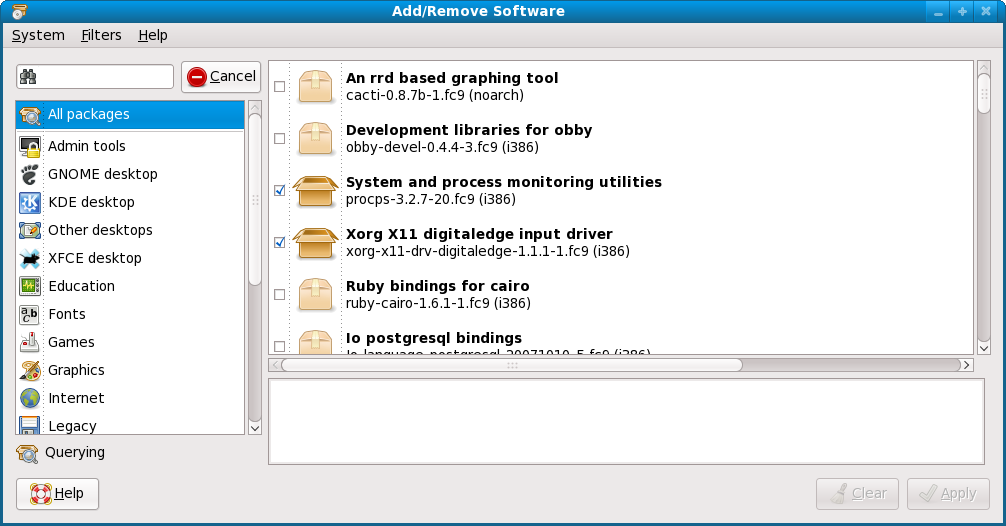
PackageKit, administrador de paquetes por defecto en Fedora.

Existen diversas alternativas de instalar Fedora. La primera es a través de una imagen de disco en vivo, que contiene todo el software necesario luego de la instalación. También existen imágenes de disco llamadas netinstall, donde el software contenido es el mínimo, y el resto es descargado.
El instalador de Fedora es Anaconda, el cual está escrito principalmente en Python 3, la interfaz gráfica en GTK+ 3, y hay algunas partes escritas en C.
DNF es el gestor de paquetes por defecto de Fedora desde la versión 22, aunque ya estaba disponible desde Fedora 18. DNF es un fork de YUM, el gestor de paquetes utilizado anteriormente por la distribución.

## Software

### Repositorios oficiales
Existen cuatro repositorios mantenidos por el Proyecto Fedora desde donde se puede obtener el software.
- El repositorio fedora almacena todo el software con el que se desarrolla una versión (desde que se separa de la versión en desarrollo). Cuando una versión es liberada, el repositorio fedora se mantiene sin cambios. Es representado por el archivo fedora.repo.
- El repositorio updates almacena todas las actualizaciones de software del repositorio fedora, principalmente en la versión estable. Es representado por el archivo fedora-updates.repo.
- El repositorio updates-testing almacena todos los paquetes candidatos a incluirse en el repositorio updates Es representado por el archivo fedora-updates-testing.repo.
- El repositorio rawhide corresponde a los paquetes de la versión rawhide, la cual mantiene modelo de desarrollo rolling-release. Es representado por el archivo fedora-rawhide.repo.

### Repositorios de terceros
Además de los oficiales, existen varios repositorios de terceros. Los más importantes son RPM Fusion y Livna, que proveen tanto software libre como privativo.

## Seguridad
SELinux ("Security-Enhanced Linux") se destaca entre las características de seguridad de Fedora, pues implementa una gran variedad de políticas de seguridad, incluyendo control de acceso obligatorio (MAC "Mandatory Access Control"), a través de los Módulos de Seguridad de GNU/Linux que están en el núcleo Linux del sistema.
La distribución está liderando las distribuciones que incorporan SELinux, habiéndolo introducido en Fedora Core 2. Sin embargo lo desactivó como elemento predeterminado, pues alteraba radicalmente la forma en que el sistema operativo funcionaba. Posteriormente fue activado por defecto en Fedora Core 3 introduciendo una política menos estricta. Fedora también tiene métodos propios para prevenir la sobrecarga del buffer y la utilización de rootkits. La verificación del buffer en tiempo de compilación, «Exec Shield» y restricciones en como la memoria del núcleo en /dev/mem puede ser accedida ayudan a prevenir esto.

## Lanzamientos
| Versión | Lanzamiento             |
| ------- | ----------------------- |
| 22      | 26 de mayo de 2015      |
| 23      | 3 de noviembre de 2015  |
| 24      | 21 de junio de 2016     |
| 25      | 22 de noviembre de 2016 |
| 26      | 11 de julio de 2017     |
| 27      | 15 de noviembre de 2017 |
| 28      | 1 de mayo de 2018       |
| 29      | 30 de octubre de 2018   |
| 30      | 30 de abril de 2019     |
| 31      | 29 de octubre de 2019   |
| 32      | 28 de abril de 2020     |
| 33      | 27 de octubre de 2020   |
| 34      | 27 de abril de 2021     |
| 35      | 2 de noviembre de 2021  |
| 36      | 10 de mayo de 2022      |
| 37      | 15 de noviembre de 2022 |
| 38      | 25 de abril de 2023     |
| 39      | 7 de noviembre de 2023  |
| 40      | 23 de abril de 2024     |
| 41      | 12 de noviembre de 2024 |
| 42      | 15 de abril de 2025     |
| 43      | 11 de noviembre de 2025 |

| Leyenda               |
| --------------------- |
| Versión sin soporte   |
| Versión con soporte   |
| Versión actual        |
| Versión en desarrollo |

Las versiones de Fedora se publican cada 6 meses aproximadamente, con un tiempo de soporte que termina un mes después del lanzamiento de la versión subsiguiente, unos 13 meses. Hasta la versión 20, cada lanzamiento de Fedora era identificado con un nombre en clave.
La última versión es Fedora 42, publicada el 15 de abril de 2025.

## Distribuciones basadas en Fedora
- Distribuciones basadas Fedora

Cronología de Fedora Linux y proyectos relacionados hasta 2012.

Si bien existen listas actualizadas de las Distribuciones basadas en Fedora podemos nombrar algunas como:
- ASPLinux - una distribución rusa basada en Fedora que incorpora su propio instalador. ASPLinux incluye también controladores de código cerrado como NVIDIA y ATI, y soporta códecs propietarios de audio y video.
- Aurora SPARC Linux - una o dos distribución basada en Fedora para la plataforma SPARC.
- Berry Linux - una distribución Fedora de mediano tamaño que provee soporte para los idiomas inglés y japonés.
- BLAG Linux and GNU - Distribución basada en Fedora que incluye solamente software libre (incluido el kernel Linux-libre)
- Ekaaty - una distribución basada en Fedora de Brasil.
- PLS Linux[40] - una distribución basada en Fedora diseñada y desarrollada en Venezuela, que posee un alto desempeño en soluciones cliente - servidor, utilizada por la Administración Pública (Gobierno Venezolano).
- Fox Linux - una distribución de Fedora hecha en Italia, diseñada para tareas de computación básicas como la navegación en Internet, la escritura e impresión de documentos, el uso de multimedia y la grabación de discos.
- LinuxTLE - una distribución de Tailandia producida por NECTEC.
- Linux XP - una distribución comercial de Linux que busca reemplazar a Windows XP como el sistema operativo para el hogar.
- MythDora - una distribución basada en las capacidades multimedia del MythTV.
- Yellow Dog Linux - una distribución multimedia para plataformas PowerPC y PlayStation 3.
- Vixta.org[41] - es una distribución de Fedora que se enfoca en la fácil utilización de Linux. Con una interfaz personalizada de KDE que imita a Windows Vista.